# Nuovo campus SANAA
Il Nuovo campus SANAA è un complesso di edifici del campus dell'Università Bocconi a Milano. Prende il nome dallo studio di architettura SANAA che l'ha progettato.

## Storia
Il progetto del complesso, che costituisce un'espansione del campus Bocconi, è stato affidato allo studio di architettura giapponese SANAA. Il nuovo campus è stato costruito accanto all'attuale sede dell'Università Bocconi laddove sorgeva la ormai non più in funzione Centrale del Latte di Milano. Il campus è stato inaugurato il 29 novembre 2019 alla presenza del Presidente della Repubblica Sergio Mattarella. Il centro sportivo è stato invece inaugurato a settembre 2021, nonostante fosse operativo già da alcuni mesi.

## Descrizione
Il complesso comprende la nuova Residenza Castiglioni, la nuova sede della SDA Bocconi, composta da tre edifici (Master, Executive, Office), e un centro sportivo e ricreativo dotato di una piscina olimpionica.

## Galleria d'immagini

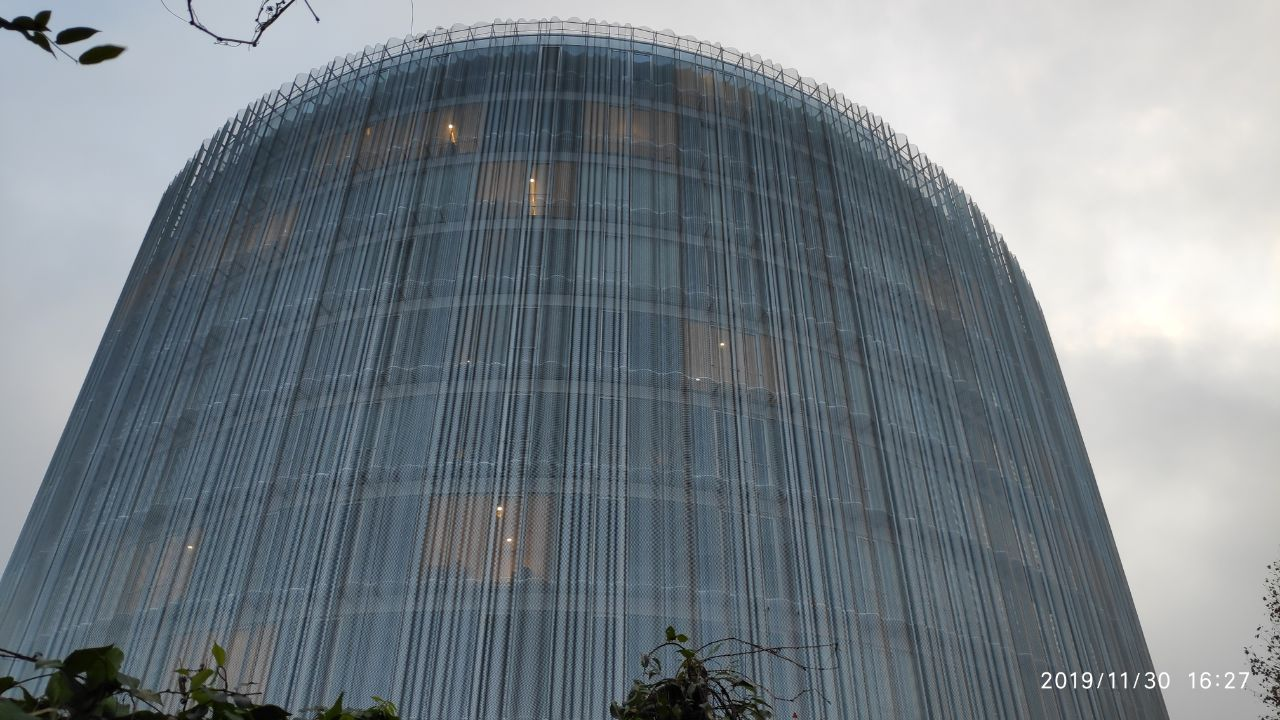
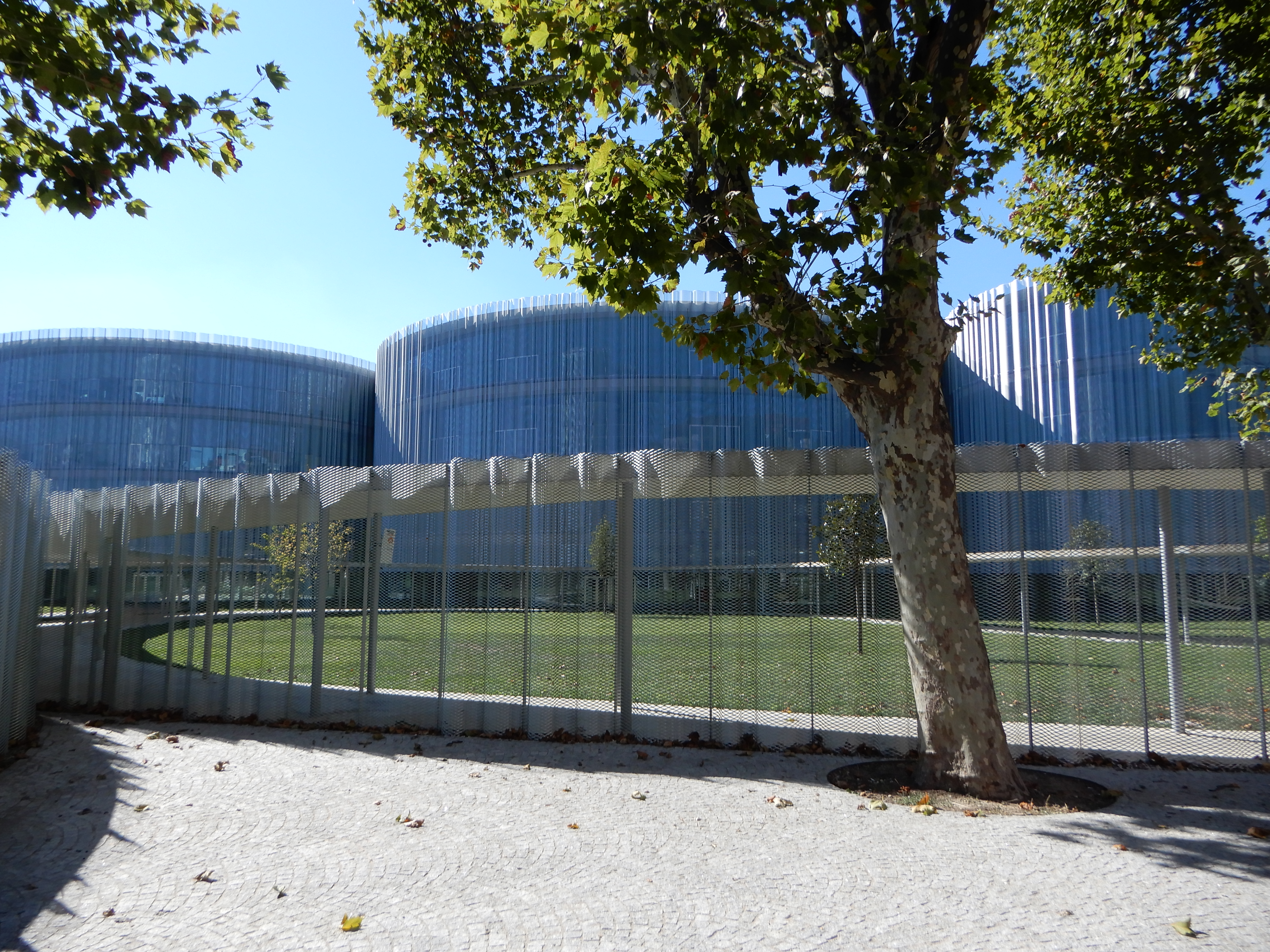
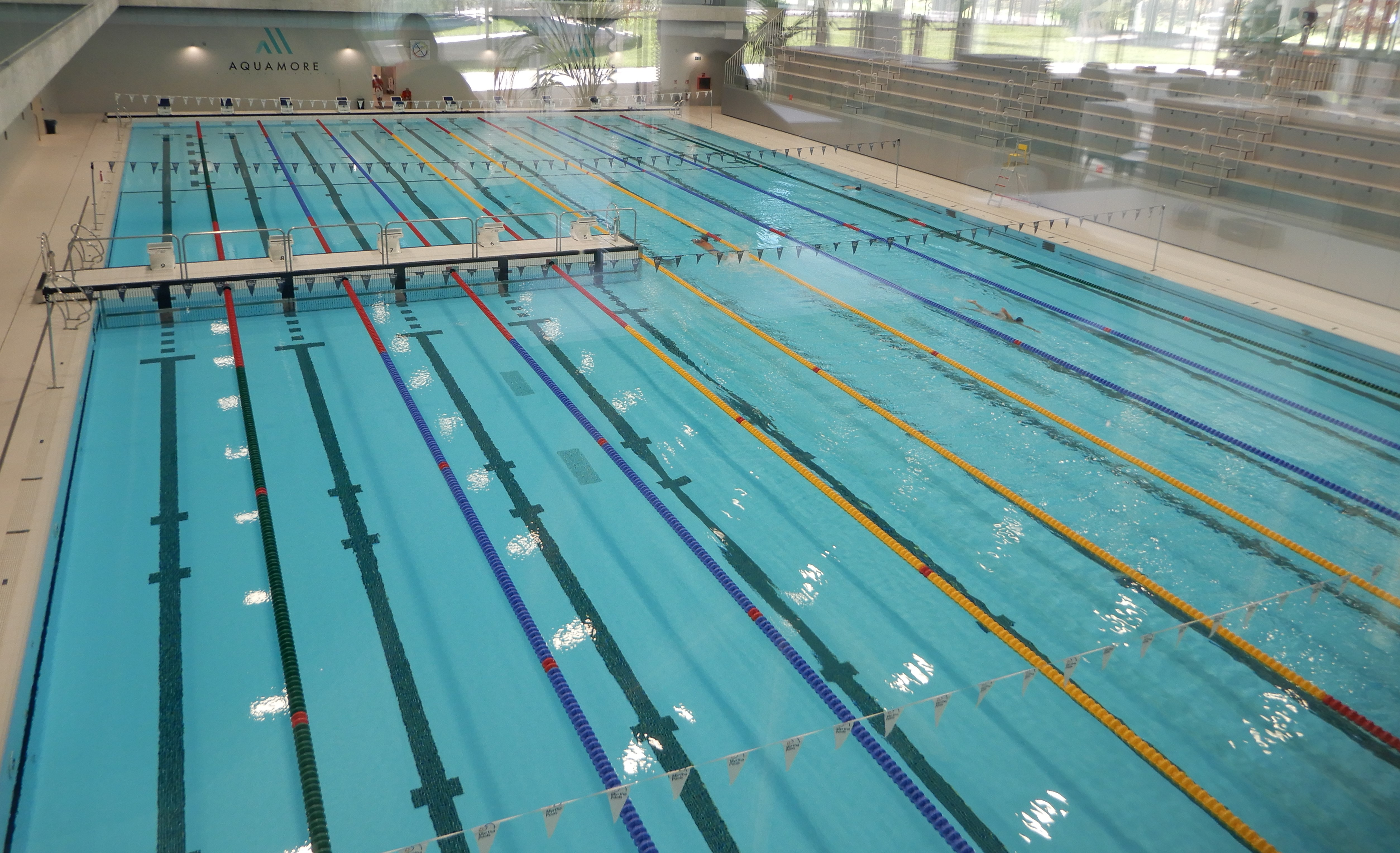